# Pali (Rajasthan)
Pali è una città dell'India di 187.571 abitanti, capoluogo del distretto di Pali, nello stato federato del Rajasthan. In base al numero di abitanti la città rientra nella classe I (da 100.000 persone in su).

## Geografia fisica
La città è situata a 25° 46' 0 N e 73° 19' 60 E e ha un'altitudine di 213 m s.l.m..

## Società

### Evoluzione demografica
Al censimento del 2001 la popolazione di Pali assommava a 187.571 persone, delle quali 99.258 maschi e 88.313 femmine. I bambini di età inferiore o uguale ai sei anni assommavano a 29.716, dei quali 15.494 maschi e 14.222 femmine. Infine, coloro che erano in grado di saper almeno leggere e scrivere erano 115.907, dei quali 72.663 maschi e 43.244 femmine.